# Supercopa espanyola de bàsquet
La Supercopa espanyola de bàsquet, anomenada per motius de patrocini Supercopa Endesa, és una competició esportiva anual creada per l'ACB l'any 1984. Hi participen el campió de la lliga ACB de la temporada anterior, el campió de la Copa del Rei de la temporada anterior, l'equip de l'ACB que ha fet millor resultat en competició europea i l'equip amfitrió. En les seves primeres quatre edicions fou organitzada conjuntament per la FEB i l'ACB, i hi participaven el campió de la lliga ACB i el campió de la Copa del Rei. En aquests primers anys va ser coneguda també com «Copa Federació». A principis de la temporada 1988-89 no se celebrà per manca d'interès dels clubs i la competició no va tornar-se a disputar fins al 2004.
El Reial Madrid és el dominador de la competició amb vuit triomfs, seguit del FC Barcelona amb sis.

## Format
Des de l'any 2004, quatre equips disputen la Supercopa la setmana abans de començar la lliga ACB, en format de Final Four. Els equips que hi participen segons el següent criteri de selecció:
1. Campió de la Lliga ACB
2. Campió de la Copa del Rei
3. Campió de l'Eurolliga
4. Equip amfitrió de la competició
5. En el cas que quedés cap vacant lliure, les places s'adjudiquen en el següent ordre:
  1. Campió de l'Eurocup
  2. Campió de la FIBA Champions League
  3. Subcampió de la Lliga ACB
  4. Subcampió de la Copa del Rei
  5. Subcampió de l'Eurolliga
  6. Subcampió de l'Eurocup
  7. Subcampió de la FIBA Champions League
  8. Equip participant de la Final Four de l'Eurolliga
  9. Equip millor classificat de la Lliga ACB

## Historial
| En negreta = Equip guanyador (pro.) = Prórroga (1) = Nombre de títols |

| Edició                          | Data       | Campió                     | Res.   | Subcampió                  | Seu                                     | MVP                 | refs  |
| ------------------------------- | ---------- | -------------------------- | ------ | -------------------------- | --------------------------------------- | ------------------- | ----- |
| I                               | 1984–85    | Reial Madrid (1)           | 101–61 | CAI Zaragoza               | Poliesportiu Municipal, L'Alcora        |                     |       |
| II                              | 1985–86    | Ron Negrita Joventut (1)   | 104–91 | Reial Madrid               | Poliesportiu Pisuerga, Valladolid       |                     |       |
| III                             | 16-10-1986 | Ron Negrita Joventut (2)   | 74–67  | Reial Madrid               | Pazo dos Deportes de Riazor, La Corunya |                     | [ 4 ] |
| IV                              | 1987–88    | FC Barcelona (1)           | 91–88  | RAM Joventut               | Poliesportiu Municipal, Vigo            |                     |       |
| no es disputà entre 1989 i 2003 |            |                            |        |                            |                                         |                     |       |
| V                               | 26-09-2004 | FC Barcelona (2)           | 76–75  | Reial Madrid               | Martín Carpena, Màlaga                  | Dejan Bodiroga      |       |
| VI                              | 09-10-2005 | TAU Cerámica (1)           | 61–55  | CB Granada                 | Palaus d'Esports de Granada             | Luis Scola          |       |
| VII                             | 23-09-2006 | TAU Cerámica (2)           | 83–78  | Unicaja Málaga             | Martín Carpena, Màlaga                  | Tiago Splitter      |       |
| VIII                            | 29-09-2007 | TAU Cerámica (3)           | 85–73  | iurbentia Bilbao Basket    | Bizkaia Arena, Barakaldo                | Tiago Splitter      |       |
| IX                              | 27-09-2008 | TAU Cerámica (4)           | 86–85  | CAI Zaragoza               | Príncipe Felipe, Saragossa              | Pablo Prigioni      |       |
| X                               | 03-09-2009 | Regal FC Barcelona (3)     | 86–82  | Reial Madrid               | Centro Insular de Deportes, Las Palmas  | Juan Carlos Navarro |       |
| XI                              | 25-09-2010 | Regal FC Barcelona (4)     | 83–63  | Power Electronics Valencia | Fernando Buesa Arena, Vitòria           | Juan Carlos Navarro |       |
| XII                             | 01-10-2011 | FC Barcelona Regal (5)     | 82–73  | Caja Laboral               | Bilbao Arena                            | Juan Carlos Navarro |       |
| XIII                            | 23-09-2012 | Reial Madrid (2)           | 95–84  | FC Barcelona Regal         | Príncipe Felipe, Saragossa              | Rudy Fernández      |       |
| XIV                             | 05-10-2013 | Reial Madrid (3)           | 83–79  | FC Barcelona               | Fernando Buesa Arena, Vitòria           | Sergio Rodríguez    |       |
| XV                              | 27-09-2014 | Reial Madrid (4)           | 99–78  | FC Barcelona               | Fernando Buesa Arena, Vitòria           | Sergio Llull        |       |
| XVI                             | 03-10-2015 | FC Barcelona Lassa (6)     | 80–62  | Unicaja Málaga             | Martín Carpena, Màlaga                  | Pau Ribas           |       |
| XVII                            | 24-09-2016 | Herbalife Gran Canaria (1) | 79–59  | FC Barcelona Lassa         | Fernando Buesa Arena, Vitòria           | Kyle Kuric          |       |
| XVIII                           | 23-09-2017 | Valencia Basket (1)        | 69-63  | Herbalife Gran Canaria     | Gran Canaria Arena, Las Palmas          | Erick Green         |       |
| XIX                             | 22-09-2018 | Reial Madrid (5)           | 80-73  | Kirolbet Baskonia          | Multiusos Fontes do Sar, Santiago       | Sergio Llull        |       |
| XX                              | 22-09-2019 | Reial Madrid (6)           | 89-79  | FC Barcelona               | WiZink Center, Madrid                   | Facundo Campazzo    | [ 5 ] |
| XXI                             | 13-09-2020 | Reial Madrid (7)           | 72-67  | FC Barcelona               | Pabellón Santiago Martín, Tenerife      | Facundo Campazzo    | [ 6 ] |
| XXII                            | 13-09-2021 | Reial Madrid (8)           | 88-83  | FC Barcelona               | Pabellón Santiago Martín, Tenerife      | Sergi Llull         | [ 7 ] |
| XXIII                           | 25-09-2022 | Reial Madrid (9)           | 89-83  | FC Barcelona               | Palau d'Esports San Pablo, Sevilla      | Walter Tavares      |       |
| XIV                             | 17-09-2023 | Reial Madrid (10)          | 88-81  | Unicaja Málaga             | Palau d'Esports de Múrcia               | Facundo Campazzo    |       |

## Palmarès
| Equip                        | Campió | Subcampió | Finals | Anys campió                                                 | Anys subcampió                                 |
| ---------------------------- | ------ | --------- | ------ | ----------------------------------------------------------- | ---------------------------------------------- |
| Reial Madrid                 | 10     | 4         | 14     | 1985, 2012, 2013, 2014, 2018, 2019, 2020, 2021, 2022, 20223 | 1986, 1987, 2004, 2009                         |
| Futbol Club Barcelona        | 6      | 8         | 14     | 1988, 2004, 2009, 2010, 2011, 2015                          | 2012, 2013, 2014, 2016, 2019, 2020, 2021, 2022 |
| Saski Baskonia               | 4      | 2         | 6      | 2005, 2006, 2007, 2008                                      | 2011, 2018                                     |
| Club Joventut Badalona       | 2      | 1         | 3      | 1986, 1987                                                  | 1988                                           |
| Club Baloncesto Gran Canaria | 1      | 1         | 2      | 2016                                                        | 2017                                           |
| València Basket Club         | 1      | 1         | 2      | 2017                                                        | 2010                                           |
| Club Baloncesto Málaga       | 0      | 3         | 3      | —                                                           | 2006, 2015, 2023                               |
| Club Baloncesto Zaragoza     | 0      | 1         | 1      | —                                                           | 1985                                           |
| Club Baloncesto Granada      | 0      | 1         | 1      | —                                                           | 2005                                           |
| Club Basket Bilbao Berri     | 0      | 1         | 1      | —                                                           | 2007                                           |
| Basket Zaragoza 2002         | 0      | 1         | 1      | —                                                           | 2008                                           |